# Altenstadt (Iller)

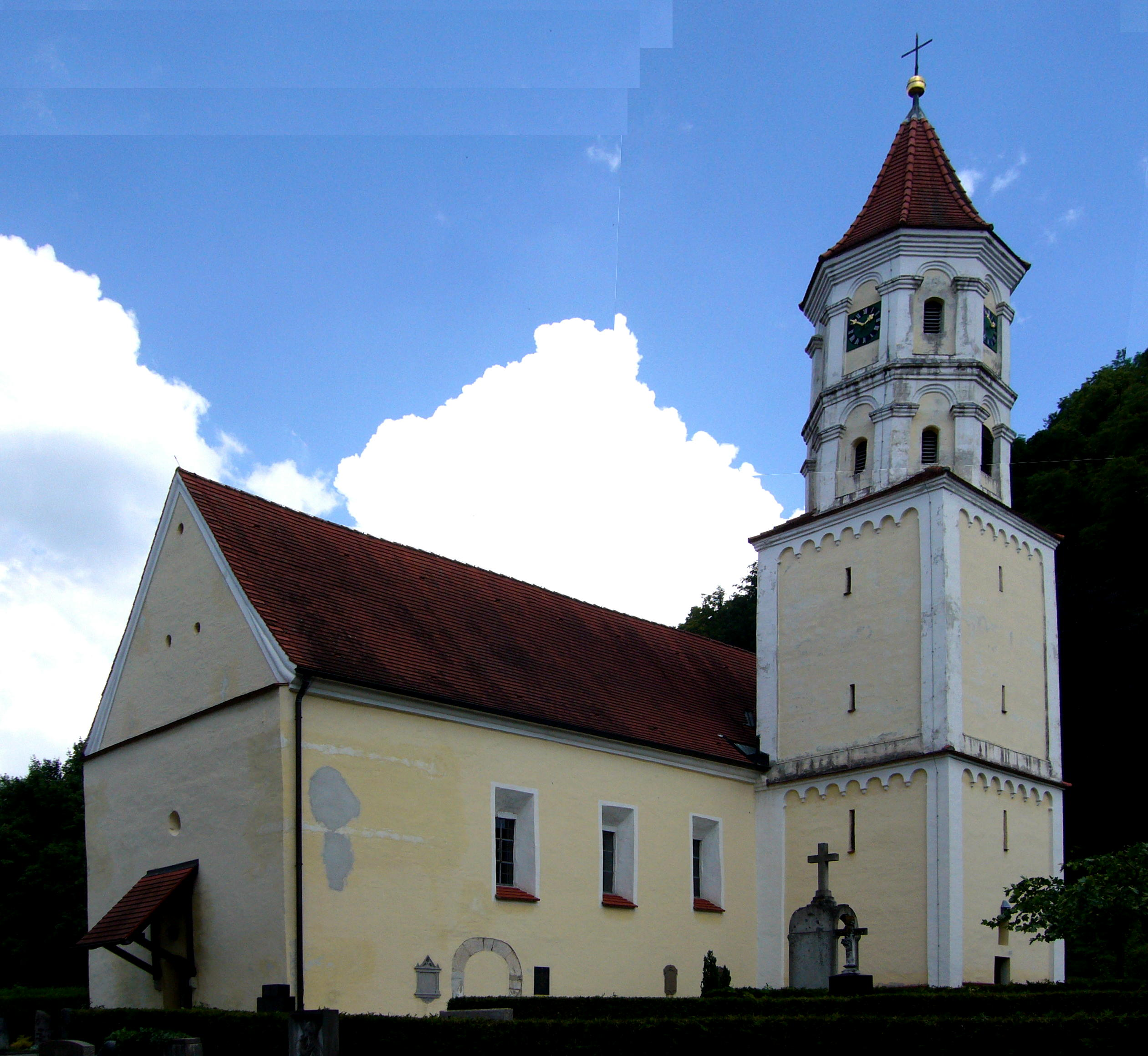
Die Marienkirche in Altenstadt

Altenstadt ist ein Markt im schwäbischen Landkreis Neu-Ulm und der Sitz der Verwaltungsgemeinschaft Altenstadt.

## Geographie

### Lage
Der Markt liegt in Mittelschwaben im Tal der westlich vorbeifließenden Iller, etwa 30 km südlich von Ulm und 20 km nördlich von Memmingen, am Rande des Allgäus.

### Gemeindegliederung
Es gibt die Gemarkungen Altenstadt, Filzingen, Grafenwald, Herrenstetten und Untereichen.

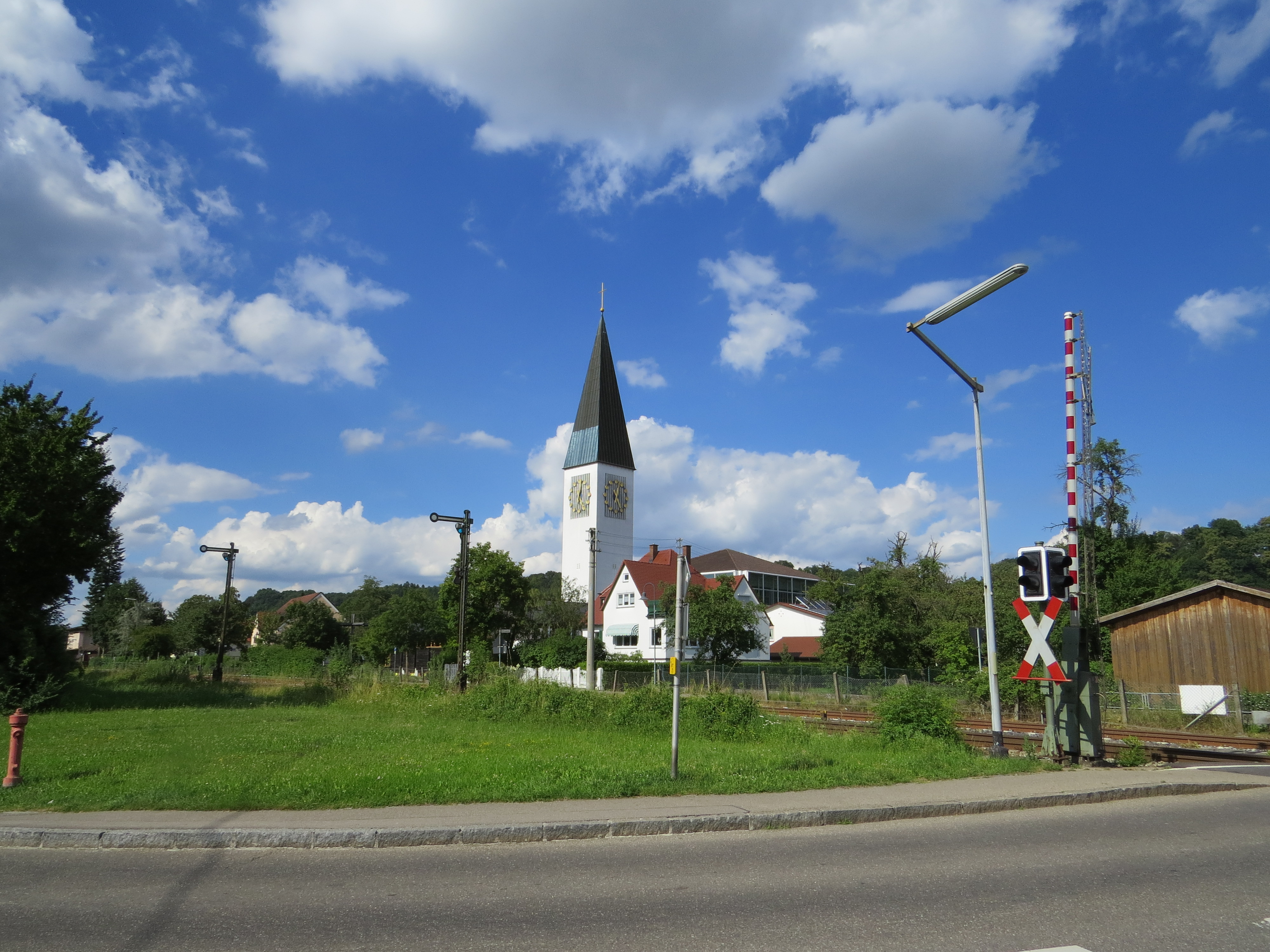
Kirche zum guten Hirten in Altenstadt (Iller)

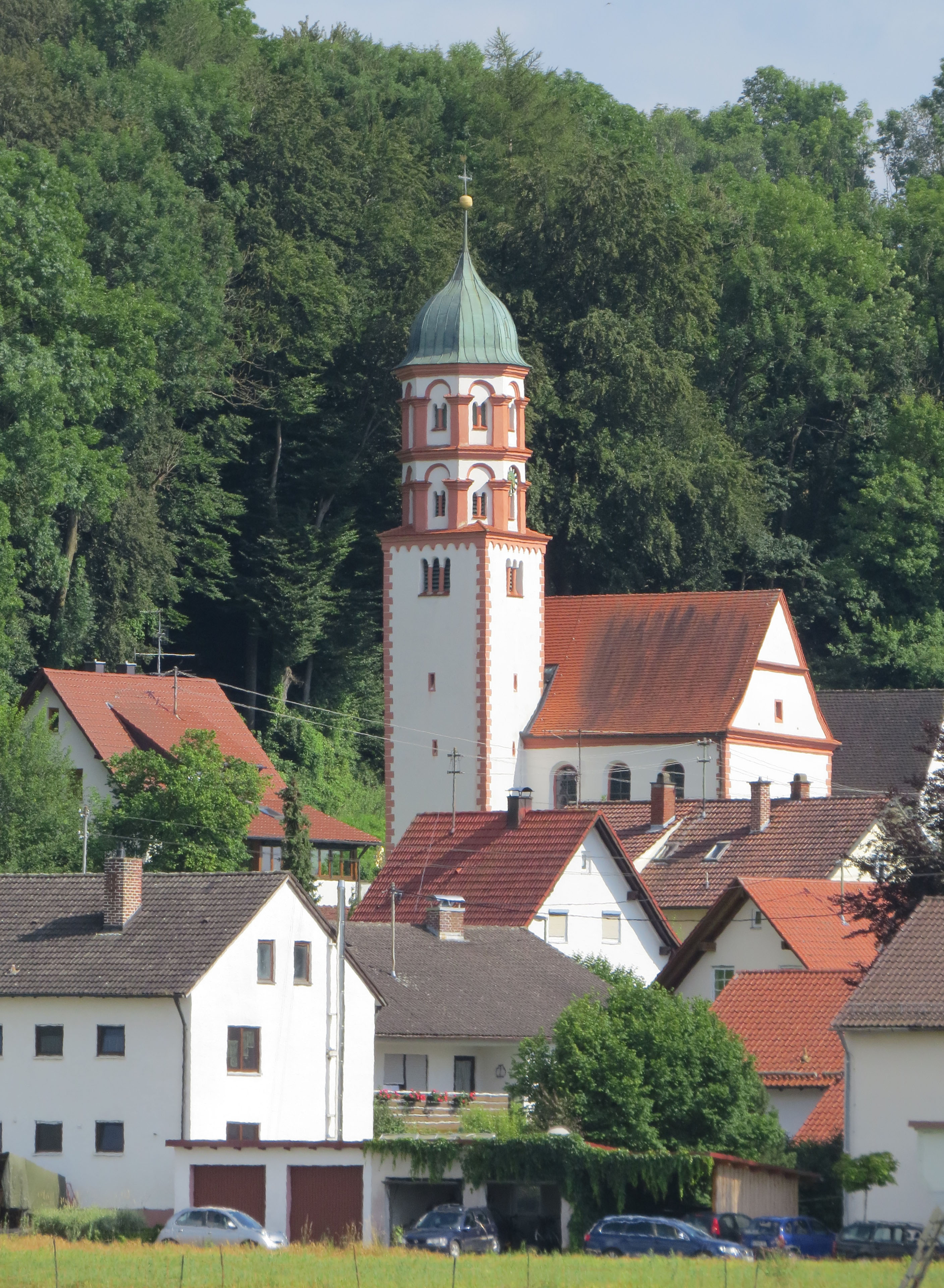
Untereichen von Norden

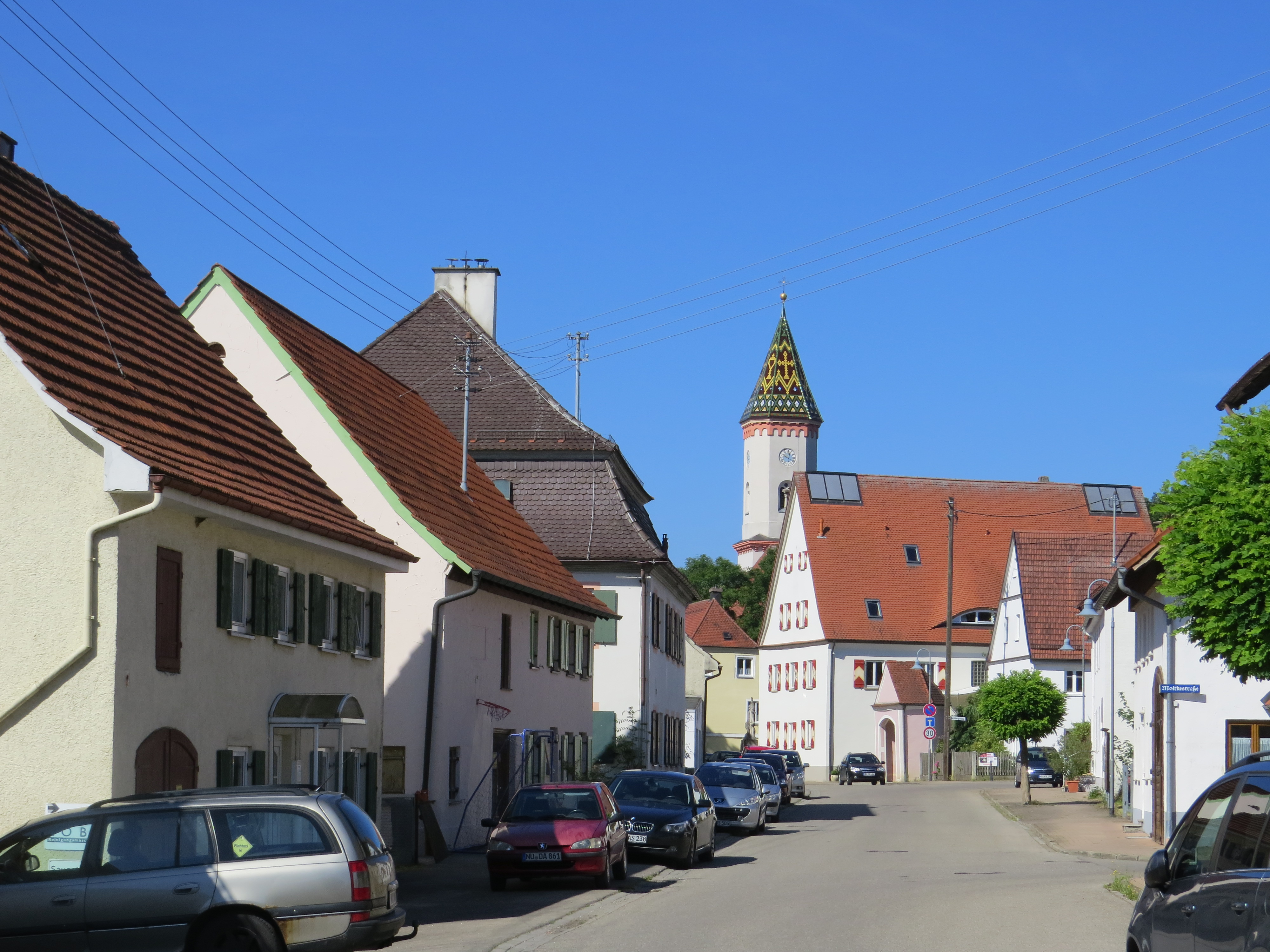
Marktstraße in Illereichen

Die Gemeinde hat 7 Gemeindeteile (in Klammern ist der Siedlungstyp angegeben):
- Altenstadt (Hauptort)
- Bergenstetten (Kirchdorf)
- Dattenhausen (Kirchdorf)
- Filzingen (Kirchdorf)
- Herrenstetten (Kirchdorf)
- Illereichen (zum Hauptort zugehörig)
- Untereichen (Pfarrdorf)

Es gibt die Gemarkungen Altenstadt, Filzingen, Grafenwald, Herrenstetten und Untereichen.

## Geschichte

### Bis zum 18. Jahrhundert
Die früheste Erwähnung der Edlen von Aichheim erfolgte in der Urkunde vom 25. März 1128, ausgestellt im Grafenthing zu Illertissen unter Vorsitz des Grafen Eberhard von Kirchberg. Unter den sieben freien Zeugen war Adalbert von Aichheim. Die Edelfreien von Aichheim errangen im 12. Jahrhundert eine bedeutende Stellung im schwäbischen Adel, waren jedoch nicht Ministerialen der Tübinger Pfalzgrafen. Nach dem Tod des letzten Aichheimers, Berthold (1330), gelangte die Herrschaft Aichheim an Konrad von Rechberg, der die Tochter Bertholds, Luitgard, geheiratet hatte. Dabei nahm er die bereits bestehende Burg Aichheim in Besitz. In der Folgezeit vereinigten die Herren von Rechberg mehrere Herrschaften zwischen Iller und Lech in ihrer Hand. Als Zentrum ihres neuen Herrschaftsgebietes erbauten sie sich in den Jahren 1420 bis 1460 eine mächtige Burg und legten östlich von ihr eine Handwerkersiedlung an, die den Namen Überaichheim übernahm. Die von der Herrschaft verlassene alte Siedlung hieß fortan „Alte Stadt“, woraus sich der heutige Ortsname Altenstadt ableitet. Diese Siedlung, einst Herrschersitz, führte fortan als kleines Dörfchen ein ländliches Leben, wie die anderen kleinen Siedlungen um den neuen Mittelpunkt Übereichen, das heute den Namen Illereichen führt. Dieser neue Ort nahm eine rasche Aufwärtsentwicklung und war schon bald mehr als doppelt so groß wie Altenstadt. Bis zum 18. Jahrhundert war Altenstadt ein unbedeutendes Bauerndorf abseits der Landstraße.

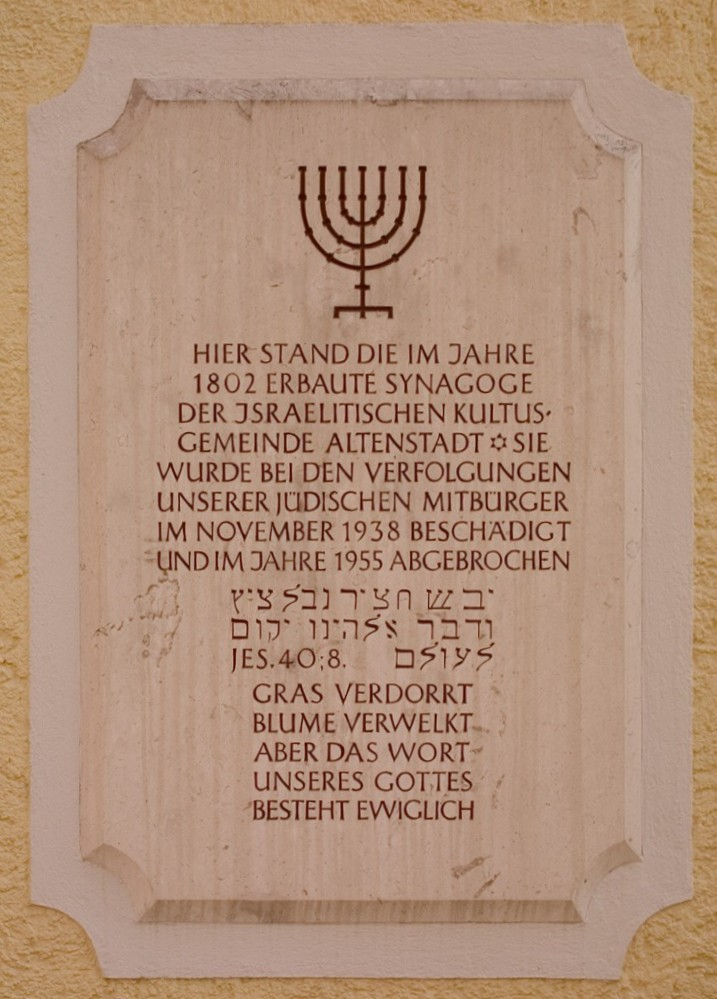
Gedenktafel am früheren Standort der Altenstadter Synagoge

Der heutige Ortskern, das Geschäftszentrum an der Staatsstraße 2031, entstand erst um 1720. Damals wurden außerhalb der christlichen Siedlung für die seit dem Ende des 17. Jahrhunderts vereinzelt, ab 1718/19 in größerer Zahl im Illereicher Herrschaftsgebiet auftauchenden Judenfamilien mehrere Häuser errichtet, die ihnen mietweise überlassen wurden. 1719 wurde der jüdischen Gemeinde erlaubt, eine Synagoge zu errichten, was auch alsbald geschah. Das aus Holz errichtete Gotteshaus stand bis 1802. 1721 erwarben die Juden von der Herrschaft durch Kauf das Recht, Streitigkeiten in ihren Reihen selbst zu schlichten, ein Jahr später erhielten sie auch die Genehmigung zum Bau einer Synagoge. Allmählich wuchs die Altenstadter Judengemeinde zu einer selbstständigen Gemeinschaft neben der christlichen Doppelgemeinde Illereichen-Altenstadt, obwohl sie nur wenige Freiheiten und Rechte besaß. 1803 wurde der Bau einer neuen, großen Synagoge an der Hauptstraße abgeschlossen.
Um diese Zeit befand sich die Herrschaft Illereichen im Besitz der westfälischen Grafen von Limburg-Styrum, die ab 1677 für fast ein Jahrhundert regierten. 1772 erwarb der Reichsgraf und spätere Fürst Karl von Palm die Herrschaft um 450.000 Gulden. Um 1788 verkaufte er den Besitz für 750.000 Gulden an Fürst Johann Nepomuk Josef von Schwarzenberg, von dem er 1789 an seinen Sohn Josef überging. In dessen Regierungszeit kam die Herrschaft Illereichen 1800 unter die Landeshoheit Bayerns.

### 19. und 20. Jahrhundert
Im Jahr 1833, kurz vor seinem Tod, verkaufte Fürst Josef von Schwarzenberg Illereichen an den bayerischen Staatsminister Maximilian Graf von Montgelas, der 1834 Gerichtsbarkeit und Grundgefälle dem König von Bayern überließ.
1834 erreichte die jüdische Bevölkerung Altenstadts den Höchststand von 403 Personen, während nur etwa 100 christliche Einwohner dort lebten. Der starke Rückgang der jüdischen Bevölkerung in den folgenden Jahrzehnten ist vor allem darauf zurückzuführen, dass aufgrund der liberaleren rechtlichen Situation Juden sich wieder in den umliegenden Städten ansiedeln und auch auswandern durften. 1933, zur Zeit von Hitlers Machtergreifung, lebten noch etwa 50 Juden im nun knapp 1100 Einwohner zählenden Altenstadt. Im Zuge der sich zusehends verschärfenden nationalsozialistischen Verfolgung wurden Ende 1939 die verbliebenen 24 jüdischen Altenstädter dazu gezwungen, ihr Eigentum zu veräußern und ein Judenhaus zu beziehen. Im Frühjahr und Sommer des Jahres 1942 wurden alle Altenstädter Juden zur Vernichtung deportiert. Keiner von ihnen ist zurückgekehrt. Die bei den reichsweiten Novemberpogromen des Jahres 1938 nur leicht beschädigte Synagoge der Jüdischen Gemeinde Altenstadt wurde 1955 abgerissen. Eine Gedenktafel am Geschäftshaus Memminger Straße 47 erinnert an dieses Geschehen.
Am 15. April 1903 wurde die damalige Gemeinde Illereichen in Illereichen-Altenstadt umbenannt. Eine weitere Umbenennung, jetzt in den aktuellen Namen Altenstadt, erfolgte am 1. Juli 1972.

### Eingemeindungen
Am 1. Juli 1972 wurden die bis dahin selbständigen Gemeinden Dattenhausen und Herrenstetten eingegliedert. Untereichen kam am 1. Juli 1976 hinzu. Am 1. Mai 1978 folgten Bergenstetten und Filzingen. Ein kleiner Teil von Altenstadt mit etwa 6 Einwohnern wurde am 1. Januar 1979 dem benachbarten Oberroth zugeschlagen.

### Einwohnerentwicklung
Zwischen 1988 und 2018 wuchs der Markt von 4204 auf 5109 um 905 Einwohner bzw. um 21,5 %.
Die folgenden Angaben beziehen sich auf das heutige Gemeindegebiet von Altenstadt:
| Jahr | Einwohner |
| ---- | --------- |
| 1840 | 1724      |
| 1871 | 1671      |
| 1900 | 1876      |
| 1925 | 2441      |
| 1939 | 2566      |
| 1950 | 4361      |
| 1961 | 3949      |
| 1970 | 4280      |
| 1987 | 4208      |
| 1991 | 4403      |

| Jahr | Einwohner |
| ---- | --------- |
| 1995 | 4731      |
| 2001 | 4651      |
| 2002 | 4714      |
| 2003 | 4752      |
| 2004 | 4740      |
| 2005 | 4726      |
| 2006 | 4799      |
| 2007 | 4773      |
| 2008 | 4825      |
| 2009 | 4842      |

| Jahr | Einwohner |
| ---- | --------- |
| 2010 | 4820      |
| 2011 | 4935      |
| 2012 | 4956      |
| 2013 | 4914      |
| 2014 | 4980      |
| 2015 | 5024      |
| 2016 | 5075      |

## Politik

### Gemeinderat und Bürgermeister
Der Gemeinderat umfasst 16 Sitze und zusätzlich den getrennt gewählten Ersten Bürgermeister. Bei den vergangenen Kommunalwahlen ergaben sich folgende Sitzverteilungen:
|      | CSU | SPD / BB* | FWG | Gesamt |
| ---- | --- | --------- | --- | ------ |
| 2002 | 6   | 4         | 6   | 16     |
| 2008 | 6   | 5         | 5   | 16     |
| 2014 | 6   | 3         | 7   | 16     |
| 2020 | 7   | 4         | 9   | 20     |

* BB = Bürgerblock
Bürgermeister ist seit März 2010 Wolfgang Höß (CSU). Er vertrat seit November 2009 den verstorbenen vorigen Bürgermeister Gustav Schlögel und wurde am 16. März 2014 mit 92,37 % und am 15. März 2020 mit 85,4 % der Stimmen für jeweils weitere sechs Jahre gewählt.
Frühere Bürgermeister:
- 1945(?)–?: Georg Opitz[15]
- 1972–1976: Erich Josef Geßner
- 1976–1996: Günter Blum[16]
- 1996–2009 †: Gustav Schlögel[17]

### Wappen
| | Blasonierung: „In Silber auf grünem Boden ein grüner Eichbaum mit goldenen Eicheln.“ |
| Wappenbegründung: Der Eichbaum und die Eichen stehen redend für den Ortsnamen der früheren Siedlungen im Gemeindegebiet. Sie hießen Über- und Nieder- bzw. Minder-Aichheim. Diese Ortsnamen bezeichnen die Lage bei den Eichenwäldern. Die Herren von Aichheim werden 1128 erstmals urkundlich erwähnt und sind 1330 ausgestorben. Ihren Besitz erwarb Konrad von Rechberg. Von 1420 bis 1460 erbauten die Herren von Rechberg eine Burg und gründeten eine neue Siedlung. Der ehemalige Ort wurde seitdem Alte Stadt, später Altenstadt genannt. Der ehemalige patrimoniale Markt Illereichen-Altenstadt führte kein Wappen. Erst in der zweiten Hälfte des 19. Jahrhunderts ist ein Siegelbild mit Eichen belegt. Die Gemeinde hatte damals ohne ausdrückliche Verleihung das anfangs nur als Siegelbild erscheinende Wappen angenommen. Otto Hupp machte aus dem Siegel ein Wappen: Er stellte die Eiche in einen Schild und fügte die Farben hinzu. Die Gemeinde hieß bis 1903 Illereichen, von 1903 bis 1972 Illereichen-Altenstadt und seit 1972 Altenstadt. Aus dem Siegelbild abgeleitet. Siegelführung seit der zweiten Hälfte des 19. Jahrhunderts bekannt. |                                                                                      |

## Kultur und Sehenswürdigkeiten

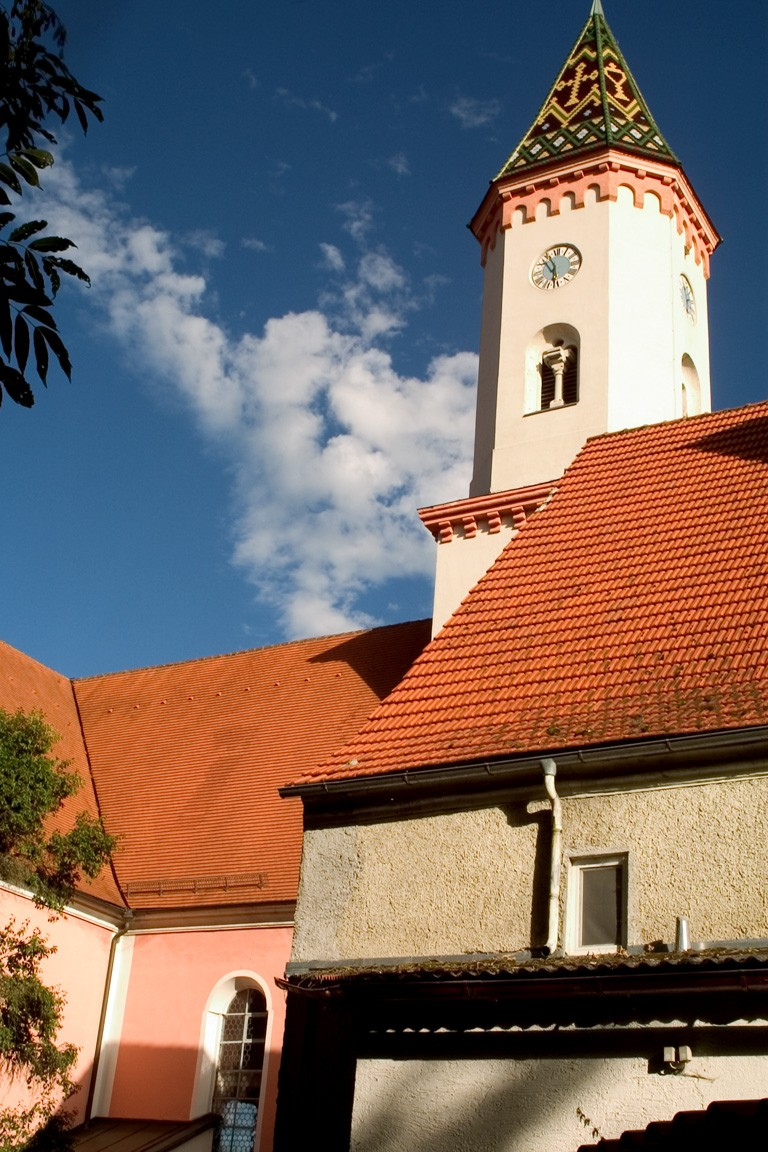
Kirche Mariä Himmelfahrt in Illereichen

### Bauwerke
Zu den sehenswerten Bauwerken zählen die Filialkirchen der Pfarrei zum Guten Hirten Mariä Geburt, St. Martin in Filzingen, Mariä Himmelfahrt in Illereichen, St. Peter und Paul in Untereichen und Hl. Dreifaltigkeit und St. Nikolaus in Bergenstetten. Das Schloss Aichhaim der ehemaligen Herrschaft Illereichen, das Große Tor in Illereichen und der jüdische Friedhof in Illereichen zählen ebenfalls dazu.

### Freizeitanlagen
Im Ortsteil Filzingen liegt das Naherholungsgebiet Filzinger Badeseen, etwas entfernt, westlich der A 7, der Sinninger Badesee.

### Sport
Im Westen der Gemeinde liegen die Außensportanlagen Altenstadts, namentlich der Sport- und Fußballplatz (unter anderem vom Fußballverein (FVA) genutzt) und der Tennisplatz des örtlichen Tennisclubs. Direkt daneben befindet sich das vom Schützenverein 1905 Altenstadt e. V. in Eigenregie erbaute Vereinsheim. Im Ortskern nahe der Hauptstraße steht die Jahnhalle des TSV 1878 Altenstadt e. V., zur Grundschule gehört eine Turnhalle.
Aufgrund der Betriebsvorschriften der Schulturnhalle, die nur eine stark begrenzte Anzahl von Fremdveranstaltungen pro Jahr zulassen und wegen der inzwischen in die Jahre gekommenen Jahnhalle ist es in Altenstadt oft schwer, für Veranstaltungen größeren Ausmaßes geeignete Räumlichkeiten zu finden.

### Regelmäßige Veranstaltungen
- Jährlich im Juli das Lindenbaumfest um die 130-jährige Friedenslinde im Ortsteil Filzingen. Der Reinerlös kommt der Dorfverschönerung des Ortsteils sowie den ansässigen Vereinen zugute.
- Sommerfest der Musikgesellschaft Illereichen-Altenstadt e. V. am letzten Juliwochenende
- Frühjahrs- und Herbstmarkt in der Illereicher Marktstraße
- Faschingsomzug, laut den Betreibern einer der größten Fasnachtsumzüge im Landkreis

## Wirtschaft und Infrastruktur

### Verkehr
Östlich von Altenstadt und im Süden zwischen Altenstadt und Filzingen hindurch verläuft die Autobahn A 7 mit der Ausfahrt AS 125. Die Staatsstraße 2031 (ehemalige B 19) sowie die Bahnstrecke Ulm–Memmingen, die sogenannte Illertalbahn, mit eigenem Bahnhof führen durch den Ort.

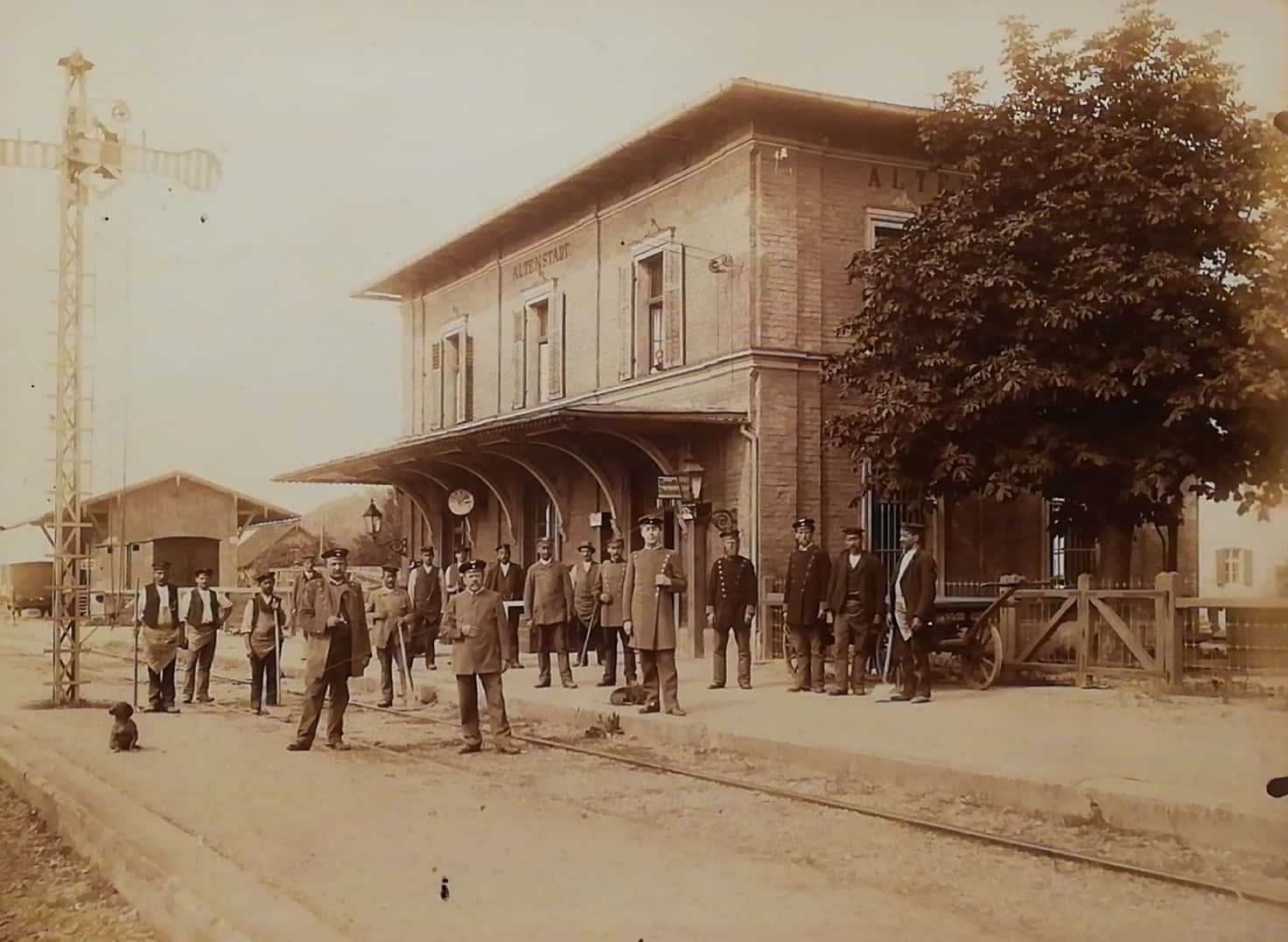
Historisches Foto des Bahnhofs von Süd-West

Altenstadt liegt auch am Iller-Radweg, einer Fernverbindung für Radfahrer zwischen Ulm und Oberstdorf entlang des Flusses.

### Ansässige Unternehmen
Im Süden Altenstadts, direkt an der Autobahn-Anschlussstelle, lag bis Oktober 2021 das Zentrallager der Firma Aldi Süd für den Raum Bayerisch-Schwaben/Oberschwaben. In diesem Gewerbegebiet und dem angrenzenden Norden des Ortsteils Filzingen sind metallverarbeitende Betriebe ansässig.

### Öffentliche Einrichtungen
- In der Friedhofstraße gegenüber der Grundschule ist die Stützpunktfeuerwehr Altenstadt stationiert.
- Markt- und Pfarrbücherei in der Bahnhofstraße.

### Bildungseinrichtungen
In Altenstadt befindet sich die Grund- und Teilhauptschule I für die Verwaltungsgemeinschaft.

## Söhne und Töchter der Stadt
- Hugo Hirst, 1. Baron Hirst (1863–1943), Unternehmer
- Barbara Renz (1863–1955), Ethnologin, Religionswissenschaftlerin und katholische Frauenrechtlerin
- Franz Renz (1860–1916), katholischer Theologe
- Marion Lausberg (* 1946), Altphilologin
- Joachim Feldmeier (* 1949), Maler, Grafiker und Holzschneider
- Elisabeth Köhler (* 1955), Politikerin (Bündnis 90/Die Grünen)
- Ricarda Mörz (* ca. 1994), Kampfsportlerin

## Radio
- Karin Sommer: Es ist uns ein liebliches Los zugefallen. Zum Alltagsleben der Juden auf dem Land im Bayern des 19. Jahrhunderts. (Sendung vom 19. Januar 1986 im Bayerischen Rundfunk).
- Karin Sommer: Die „Kristallnacht“ auf dem Lande. Ein Lehrstück aus dem bayerischen Schwaben. (Sendung vom 9. November 1989 im Bayerischen Rundfunk).
- Karin Sommer: Ein Schandfleck weniger! Geschichte der Altenstadter Dorfsynagoge (Sendung vom 4. November 2001 im Bayerischen Rundfunk).